# Groß Baltruschehlen
Groß Baltruschehlen, 1935 bis 1945 Grüneichen, litauisch Baltrušėliai, ist ein verlassener Ort im Rajon Krasnosnamensk der russischen Oblast Kaliningrad.
Die Ortsstelle befindet sich an einer Nebenstraße von Meschduretschje (Kauschen, sechs Kilometer südwestlich) nach Djatlowo (Kaliningrad) (Neuweide, fünf Kilometer östlich).

## Geschichte

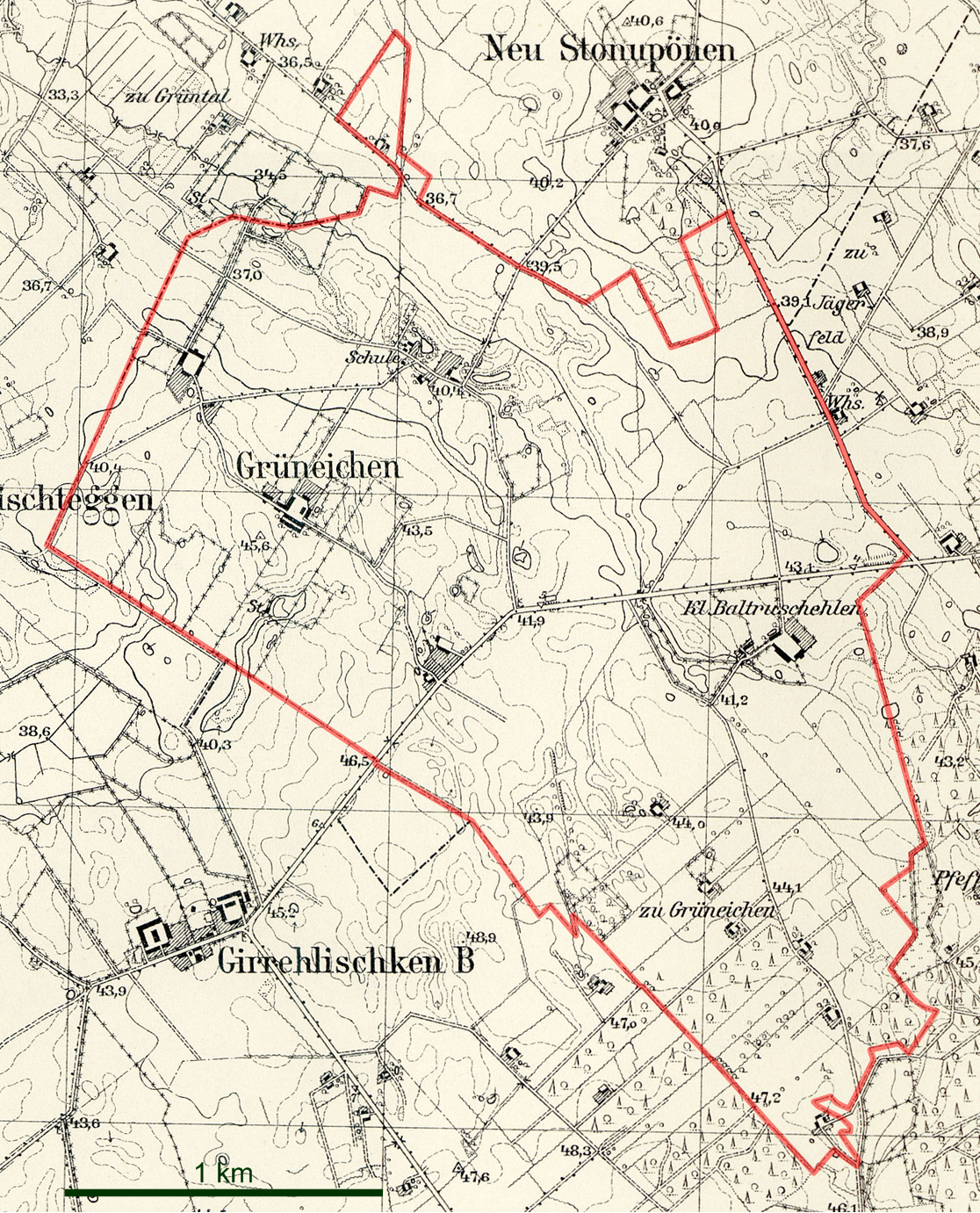
Die Gemeinde Grüneichen (Groß Baltruschehlen) auf einem Messtischblatt von 1935

Baltruschelen, auch Laschinnen genannt, wurde im Jahr 1688 als Schatulldorf gegründet. Um 1870 bestand die Landgemeinde Baltruschelen aus den beiden Ortsteilen Grossbaltruschelen und Kleinbaltruschelen (54° 49′ 16″ N, 22° 14′ 43″ O). 1874 wurde sie namensgebend für einen neu gebildeten Amtsbezirk im Kreis Pillkallen. Seit der ersten Hälfte der 1880er Jahre hieß die Landgemeinde Groß Baltruschehlen. 1935 wurde sie in Grüneichen umbenannt.
1945 kam der Ort in Folge des Zweiten Weltkrieges mit dem nördlichen Ostpreußen zur Sowjetunion. Einen russischen Namen bekam er nicht mehr.

### Einwohnerentwicklung
| Jahr | Einwohner | Bemerkungen                                               |
| ---- | --------- | --------------------------------------------------------- |
| 1867 | 170       |                                                           |
| 1871 | 179       | Davon in Grossbaltruschelen 156, in Kleinbaltruschelen 22 |
| 1885 | 169       | Davon in Klein Baltruschehlen 21                          |
| 1905 | 134       | Davon in Klein Baltruschehlen 16                          |
| 1910 | 150       |                                                           |
| 1933 | 138       |                                                           |
| 1939 | 148       |                                                           |

### Amtsbezirk Baltrusche(h)len (Grüneichen) 1874–1945
Der Amtsbezirk Baltruschelen wurde 1874 im Kreis Pillkallen eingerichtet. Er bestand zunächst aus 14 Landgemeinden (LG) und zwei Gutsbezirken (GB). In der ersten Hälfte der 1880er Jahre wurde die Schreibweise in Baltruschehlen geändert. 1935 wurde der Amtsbezirk in Grüneichen umbenannt.
| Name                   | Änderungsname von 1938 | Russischer Name nach 1945 | Bemerkungen                                         |
| ---------------------- | ---------------------- | ------------------------- | --------------------------------------------------- |
| Baltrusche(h)len (LG)  | Grüneichen (1935)      |                           |                                                     |
| Blumenthal (LG)        |                        | Lugowoje                  | wurde 1922 in den Amtsbezirk Schmilgen umgegliedert |
| Brödlaugken (LG)       | Bröden                 | Melnitschnoje             |                                                     |
| Drozwalde (GB)         |                        | Darwino                   | seit 1928 in einem anderen Zuschnitt LG Droszwalde  |
| Girrehlischken A (LG)  |                        | Krasnoselskoje            | 1928 an die LG Droszwalde angeschlossen             |
| Girrehlischken B (LG)  | Ebenwalde              |                           |                                                     |
| Groß Jodupönen (LG)    | Schwarzfelde           |                           |                                                     |
| Grünwalde (LG)         |                        |                           |                                                     |
| Iwenberg (LG)          |                        |                           |                                                     |
| Klein Jodupönen (LG)   | Kleinsorge             | Sumarokowo                |                                                     |
| Klein Meschkuppen (LG) | Bärenbach (Ostpr.)     |                           | seit 1922, vorher im Amtsbezirk Spullen             |
| Neu Stonupönen (LG)    | Hagenrode              |                           |                                                     |
| Neuweide (GB)          |                        | Djatlowo                  | seit 1928 LG                                        |
| Orupönen (LG)          | Grünrode               | Sinjawino                 |                                                     |
| Trakeningken (LG)      | Ritterswalde (1930)    |                           |                                                     |
| Uszgirren (LG)         | Waldenau (1930)        |                           |                                                     |
| (Neu) Wingeruppen (LG) |                        |                           | 1928 zur LG Neuweide                                |

Im Oktober 1944 umfasste der Amtsbezirk noch 14 Gemeinden: Bärenbach (Ostpr.), Bröden, Drozwalde, Ebenwalde, Grüneichen, Grünrode, Grünwalde, Hagenrode, Iwenberg, Kleinsorge, Neuweide, Ritterswalde, Schwarzfelde und Waldenau.

## Kirche
Groß Baltruschehlen/Grüneichen gehörte zum evangelischen Kirchspiel Rautenberg.